# Каррильо, Хордан
Хорда́н Карри́льо Родри́гес (исп. Jordan Carrillo Rodríguez; род. 30 ноября 2001, Кульякан) — мексиканский футболист, полузащитник клуба «Сантос Лагуна» и сборной Мексики.

## Клубная карьера
Каррильо — воспитанник клуба «Сантос Лагуна». 23 января 2020 года в поединке Кубка Мексики против УНАМ Пумас Хордан дебютировал за основной состав. 26 июля в матче против «Крус Асуль» он дебютировал в мексиканской Примере. 4 апреля 2022 года в поединке против «Пачуки» Хордан забил свой первый гол за «Сантос Лагуна». 
Летом 2022 года Каррильо на правах аренды перешёл в хихонский «Спортинг». В матче против сантандерского «Расинга» он дебютировал в Сегунде. 8 апреля 2023 года в поединке против «Ибицы» Хордан забил свой первый гол за «Спортинг». 

## Международная карьера
28 апреля 2022 года в товарищеском матче против сборной Гватемалы Каррильо дебютировал за сборную Мексики. 
В 2023 году в составе олимпийской сборной Мексики Каррильо принял участие в домашних Панамериканских играх.